# Klovnfisk
Klovnfisk, også kaldet anemonefisk, er små tropiske koralrevsfisk. De omfatter slægterne Amphiprion og Premnas og tilhører familien af jomfrufisk (Pomacentridae).
Der er beskrevet 29 arter af klovnfisk fordelt på to slægter, Premnas (1 art) og Amphiprion (28 arter), samlevende med i alt ti arter af tropiske søanemoner. Den ene art fra slægten Amphiprion; Amphiprion thiellei, er dog kun provinsiel, dvs denne art er ikke endeligt bekræftet som en selvstændig art. Den 29. art klovnfisk, Amphiprion barberi er fundet og beskrevet i 2008 ud for blandt andet Tonga i Stillehavet, af en de førende klovnfiskeforskere, Dr. Gerald Allen og hans kollegaer.
Klovnfisk betegnes også som anemonefisk, fordi de lever hele deres liv (undtagen som fiskelarve) sammen med tropiske søanemoner. Klovnfisk findes i naturen altid med en søanemone, bortset fra i fiskens pelagiske (dvs. på åbent hav) larvefase. Klovnfisken kan leve i, for andre havdyr, giftige søanemoner, fordi fisken har et beskyttende slimlag, som ikke udløser søanemonens giftige nældeceller. Fjernes dette slimlag, er klovnfisk ikke længere beskyttet mod søanemonens nældeceller. Man ved pt. ikke om klovnfiskens beskyttende slimlag er medfødt eller erhvervet fra søanemonen ved klovnfiskens første møde med en søanemone. Dette sker, når fisken vender tilbage til koralrevet som ungfisk efter den pelagiske larvefase. Klovnfisk betegnes som obligate symbionter i søanemoner, fordi disse fisk altid findes i søanemoner. De kan altså ikke overleve uden en søanemone i naturen (bortset fra som fiskelarve).
Klovnfisk forsvarer deres territorium med en imponerende aggressivitet, særligt hvis de har æg. De fleste arter af klovnfisk gyder med få ugers mellemrum det meste af året. De fleste klovnfisk gyder i dagene op til og efter fuldmåne.
Nogle arter af klovnfisk kommunikerer med hinanden ved at frembringe lyde med tænder og/eller kæber.

Klovnfiskens karakteristiske og meget smukke farvetegning har sikkert haft stor indflydelse på, at hovedpersonen i animationsfilmen "Find Nemo" netop var en klovnfisk, nemlig den, blandt akvarister, meget populære art Amphiprion ocellaris.
Klovnfisk er, som de fleste andre arter af tropiske lavvandskoralrevsfisk og lavvandskoraller, i dag (2009) stærkt truede af forurening, mm. Klovnfisk findes i Indo-Pacific, dvs. fra Afrikas østkyst til Tahiti.